# Molly Holden
Molly Winifred Holden (Geburtsname: Molly Winifred Gilbert; * 7. September 1927 in London; † 1981) war eine britische Schriftstellerin, die 1972 mit dem Cholmondeley Award ausgezeichnet wurde.

## Leben
Molly Winifred Holden, eine Enkelin des Kinderbuchautors Henry Gilbert, wuchs in Surrey und Wiltshire auf. Ein Studium am King’s College London (KCL) schloss sie 1951 ab. Sie veröffentlichte 1963 mit A Hill Like a Horse ihren ersten Gedichtzyklus und erhielt 1972 den von der Society of Authors vergebenen Cholmondeley Award. Sie litt an Multiple Sklerose.

## Veröffentlichungen
- A Hill Like a Horse, 1963
- The bright cloud, 1964
- To make me grieve, 1968[2]
- The unfinished feud, 1970
- Air and chill earth, 1971
- A Tenancy of Flint, 1971
- White Rose and Wanderer, 1972
- Reivers’ Weather, 1973
- The country over, 1975

posthum
- Selected poems, 1987

## Hintergrundliteratur
- Three Bromsgrove Poets: Geoffrey Hill, Molly Holden, A. E. Housman, Herausgeber Robin Shaw, 2003

## Auszeichnungen
- 1972: Cholmondeley Award